# Blood Red Shoes
I Blood Red Shoes sono un gruppo musicale indie rock di Brighton, Inghilterra. Hanno pubblicato i quattro album Box of Secrets (2008), Fire Like This (2010), In Time to Voices (2012) e Blood Red Shoes (2014), oltre a diversi EP e singoli.

## Storia del gruppo

### Origini
I Blood Red Shoes sono nati alla fine del 2004, dopo che Steven Ansell e Laura-Mary Carter abbandonarono le loro precedenti band (rispettivamente Cat on Form e Lady Muck), decidendo di fare delle prove. In un'intervista a Berlino Laura-Mary ha spiegato come il nome della band sia nato da un musical con Fred Astaire e Ginger Rogers, in cui Ginger Rogers, provando intensamente il suo ruolo, fece diventare le sue scarpe bianche da ballo rosso sangue. Il duo afferma di essere stato influenzato da diversi gruppi della scena underground americana e inglese, quali Queens of the Stone Age, Q and Not U, Sonic Youth, Fugazi, Nirvana, Babes in Toyland e Pixies. Inoltre ha dichiarato di considerare eroi musicali PJ Harvey e i Blur.
La band si distanzia dalla scena musicale inglese, considerandosi punk in atteggiamento e stile musicale. I temi principali della loro musica sono frustrazione, rabbia, alienazione, noia, dubbio, psicosi, confusione, fuga e speranza in libertà o cambiamento. La band supporta campagne anti-fasciste come Love Music Hate Racism, contribuendo al secondo CD del 2007 LMHR con la canzone Can't Find The Door; inoltre, il duo ha partecipato al festival Ladyfest in passato.

### Primi singoli ed EP
Il 18 luglio del 2005 hanno pubblicato il loro primo EP Victory for the Magpie, seguito dall'EP Stitch Me Back/Meet Me at Eight e dai singoli A.D.H.D e You Bring Me Down nel 2006. Dopo aver tenuto più di 300 concerti, hanno firmato un contratto con la V2 Records ad aprile del 2007, per poi pubblicare il singolo It's Getting Boring by the Sea (11 giugno 2007) e I Wish I Was Someone Better (29 ottobre 2007). Oltre ai singoli, hanno anche pubblicato una compilation, I'll Be Your Eyes (25 giugno 2007), comprendente un remix di It's Getting Boring by the Sea.
La band ha suonato in entrambe le giornate del Camden Crawl 2007, suonando al Purple Turtle e all'Earl of Camden, e sono stati headliner all'inaugurazione del 2007 Red Stripe Music Awards con Yourcodenameis:Milo. Nel 2007 sono stati scelti per suonare con altre tre band all'NME New Music Tour con The Little Ones, Pull Tiger Tail e The Rumble Strips. Nell'estate del 2007 la band ha suonato a diversi festival, inclusi T In The Park, Underage Festival e The Electric Garden. Hanno anche suonato come supporto ad altre band quali Biffy Clyro, Maxïmo Park, Panic! at the Disco, Lightning Bolt, The Gossip, Siouxsie Sioux e Rage Against the Machine.

### Box of Secrets
Dopo che la Universal Music Group ha inglobato la V2, il duo ha pubblicato l'album di debutto Box of Secrets per la Mercury Records il 14 aprile 2008. L'album era scaricabile tramite BitTorrent già nel novembre del 2007, e la cosa ha provocato reazioni da parte della band che, nonostante non sia contro il download illegale, è rimasta delusa dall'incontrollabile diffusione prematura dell'album, avvenuta anche con una copertina che non era quella da loro scelta. Infatti, tutte le copertine degli album dei Blood Red Shoes prima di In Time to Voices sono state personalmente disegnate da Laura-Mary Carter. Alla pubblicazione è seguito un tour del Regno Unito in nove date, con altre date in Europa e Giappone. La band ha anche partecipato a diversi festival importanti, quali Reading and Leeds Festivals, Melt, Pukkelpop, Sunner Sonic e Lowands.

### Fire Like This
Dopo il loro tour autunnale-invernale nel 2008, la band si è fermata per qualche mese, all'inizio del 2009, per poter scrivere nuovi pezzi da inserire nel nuovo album. 
Nel marzo del 2009, la band ha ricominciato a tenere concerti, introducendo nuove canzoni ad ogni live, testando anche pezzi non finiti o strumentali. 
Nel 2009 hanno aperto il concerto dei Foals a Brighton, dove hanno suonato solo nuove canzoni ad eccezione di It's Getting Boring By the Sea e This Is Not For You. Il 17 maggio 2009 la band ha suonato all'All Tomorrow' Parties invitata dai The Breeders.
Il secondo disco della band è stato registrato presso il Motor Museum con Mike Crossey, a Liverpool. Il duo ha anche pubblicato una canzone per l'associazione a sostegno dei senzatetto: Carry Knots è stata pubblicata nell'ottobre del 2009. Il 25 novembre la band ha reso disponibile una nuova traccia, Colours Fade, come download digitale tramite il proprio sito. L'autore Jamie Smith ha scritto: "Ci vuole la formula testata e provata dei BRS e, come dicono, elevarla all'undicesima potenza. La canzone dura 7 minuti. Si può definire epica. Il suono è ENORME."
Il primo singolo tratto dall'album è Light It Up, trasmesso per la prima volta in onda da Huw Stephens, su Radio 1. Il singolo è stato pubblicato il 22 febbraio, una settimana prima della pubblicazione di Fire Like This (1º marzo 2010). Successivamente vennero pubblicati Don't Ask e Heartsink (rispettivamente a maggio e agosto), contemporaneamente al tour inglese e europeo. Nel settembre del 2010 la band ha scritto diverse canzoni che sperava di poter pubblicare come EP. Nel 2010 la canzone It's Getting Boring By The Sea è apparsa nel film Scott Pilgrim vs. the World. Fa parte della colonna sonora e la band ha partecipato alla première del film a Londra. La canzone è stata inclusa perché il regista Edgar Wright è fan della band e ha avuto l'idea di utilizzare la canzone dopo aver visto la band live.

### In Time to Voices
La band ha passato gran parte del 2011 a scrivere nuove canzoni. Dopo aver suonato a diversi festival in estate, il 17 settembre ha tenuto il loro ultimo concerto prima di iniziare a scrivere canzoni per il nuovo album, alcune settimane dopo, al Motor Museum di Liverpool, ancora una volta con Mike Crossey, produttore dei due dischi precedenti. Le registrazioni iniziarono il 18 ottobre del 2011. 
Il 12 dicembre 2011 la band ha rivelato il primo di quattro teaser del loro nuovo album, ovvero un video delle registrazioni.
All'inizio di gennaio 2012 la band ha registrato alcuni B-side, bonus-track e versioni alternative delle canzoni presenti nell'album.
Il 24 gennaio 2012, il nuovo singolo della band, Cold, è stato mandato in onda su BBC Radio 1, nel programma di Zane Lowe, e il loro terzo album, In Time To Voices, è stato ufficialmente annunciato. Il primo singolo della band Cold sarebbe stato successivamente pubblicato il 19 aprile 2012.
In una conferenza stampa, Laura-Mary Carter ha descritto l'album: "Con questo album abbiamo voluto buttare via il "libro di regole" su come scriviamo e registriamo. Abbiamo deciso di voler fare un album molto ambizioso, non qualcosa che rifletta i nostri live, ma qualcosa che sia limitato soltanto dalla nostra immaginzaione e non da quanti strumenti usiamo sul palco. Abbiamo capito che il miglior modo per spingerci avanti era di scrivere le migliori canzoni e melodie possibili - dopo che hai le tue basi, hai la libertà di andare dove vuoi con i suoni che usi. Ci sentiamo come una band completamente diversa, Ci sentiamo come se stessimo puntando alle stelle."
La band ha annunciato diverse date in Europa e in Inghilterra, con date ancora da decidersi in tutto il mondo.
Inoltre, a fine aprile la band ha annunciato un nuovo singolo vicino alla pubblicazione.

### Blood Red Shoes
Nel novembre 2013 la band ha annunciato il singolo A Perfect Mess, pubblicato il 1º dicembre seguente. Alcuni giorni dopo viene comunicato che il quarto disco in studio, il "self-titled" Blood Red Shoes, sarebbe stato pubblicato il 3 marzo 2014. L'edizione speciale include un album live intitolato 14 Photographs, le cui registrazioni sono prese dal tour europeo della band di fine 2012.

## Equipment

### Laura-Mary Carter

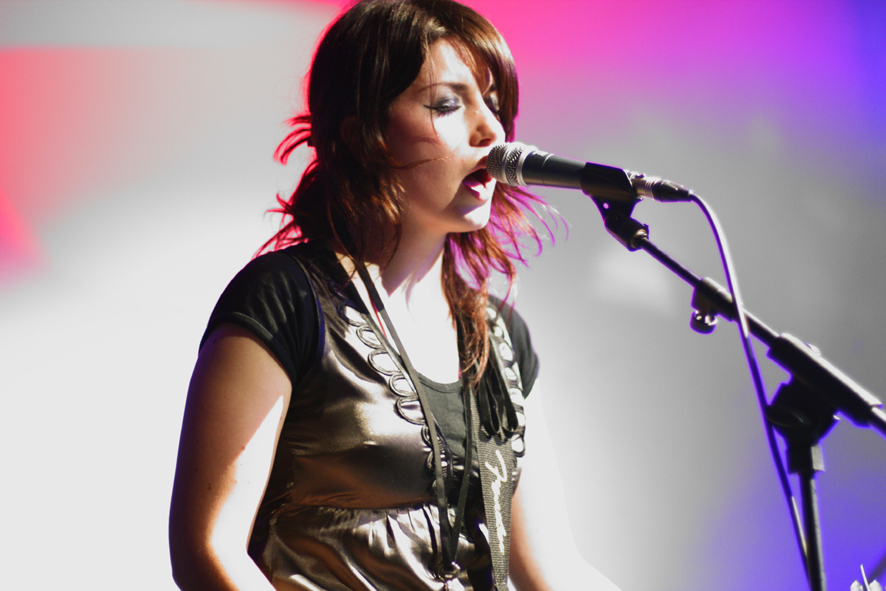
Laura-Mary Carter

Laura-Mary Carter usa plettri Jim Dunlop da 1 mm, e corde Earnie Ball "Skinny Top Heavy Bottom". Sulla sua Telecaster usa un'accordatura standard, fatta eccezione per la canzone "Je Me Perds". Sulla Springtime, usa un'accordatura alternativa.
- Fender American Telecaster
- Fender Japanese '62 Reissue Telecaster (Venduta su ebay)
- Springtime
- Gretsch Corvette
- Marshall DSL50 JCM2000 Head
- Marshall 1960TV Cabinet
- Boss DD-6
- Boss TU-2
- Marshall Guv'nor GV-2 Plus
- Electro-Harmonix Big Muff Pi
- Electro-Harmonix Deluxe Memory Man
- Electro-Harmonix Micro Synth
- Electro-Harmonix Small Stone
- Electro-Harmonix PolyChorus
- Strymon Blue Sky Reverb
- Amp-Haus Stomp #4
- MXR '78 Distortion
- MXR Blue Box
- Moog Moogerfooger Ring Modulator
- Digitech Whammy V
- Fulltone Full-Drive 2 Mosfet

### Steven Ansell

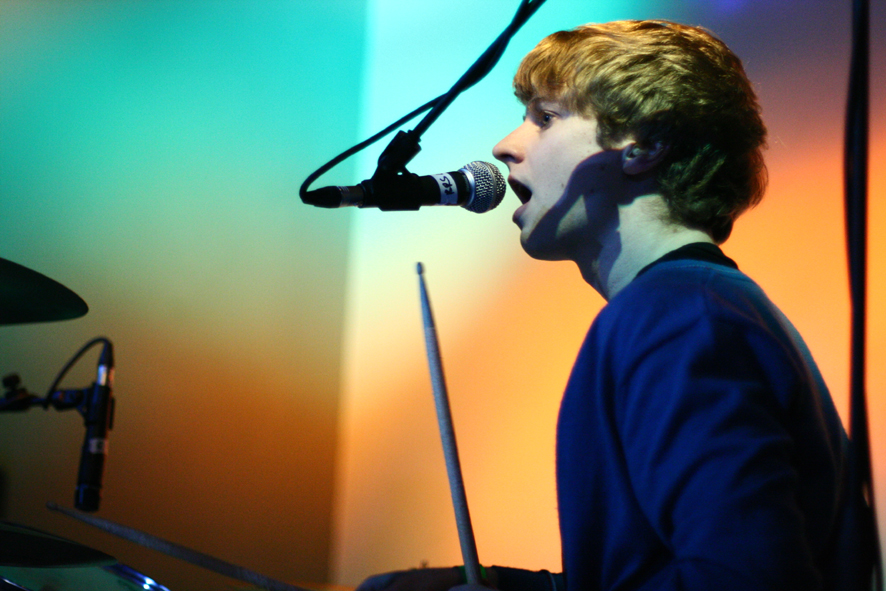
Steven Ansell

Steven usava una batteria da quattro pezzi con solamente 3 Cymbals. Tale batteria è stata venduta all'asta su ebay. La stessa batteria era stata precedentemente usata per il video di "Light It Up", dove vi era stato dato fuoco (infatti nelle informazioni di vendita, era riportata la dicitura "segni di bruciature")
- Tama Superstar Custom Drum Kit (13" rack tom, 16" floor tom, 22" bass drum)
- Zildjian Cymbals (14" fast hats, 18" K Custom dark crash, 20/21" K ride)
- Ludwig Black Beauty Snare Drum (14")
- Roland SPD-S sample pad

In alcuni show, il duo invertiva i ruoli per la canzone b-side "Surf Song". Infatti, anche Steven Ansell è in grado di suonare la chitarra, strumento che ha imparato a suonare prima della batteria. Entrambe sanno suonare il piano, strumento con cui hanno iniziato i loro studi.

## Formazione
- Laura-Mary Carter - voce, chitarra
- Steven Ansell - voce, batteria

## Discografia

### Album in studio
- 2008 – Box of Secrets
- 2010 – Fire Like This
- 2012 – In Time to Voices
- 2014 – Blood Red Shoes
- 2019 – Get Tragic
- 2022 – Ghosts on Tape

### Raccolte
- 2007 – I'll Be Your Eyes
- 2015 – Tied At The Wrist

### EP
- 2013 – Water

### Singoli
- 2005 – Victory for the Magpie
- 2006 – Stitch Me Back / Meet Me at Eight
- 2006 – A.D.H.D
- 2006 – You Bring Me Down
- 2007 – It's Getting Boring by the Sea
- 2007 – I Wish I Was Someone Better
- 2008 – You Bring Me Down
- 2008 – Say Something, Say Anything
- 2008 – This Is Not for You
- 2010 – Light It Up
- 2010 – Don't Ask/We Get Bored
- 2010 – Heartsink/Into The Night
- 2012 – Cold
- 2012 – In Time To Voices
- 2013 – The Perfect Mess
- 2014 – An Animal
- 2014 – Speech Coma
- 2017 – Eye To Eye
- 2017 – Bangsar
- 2018 – God Complex
- 2018 – Call Me Up Victoria